# Miguel Morazán
Miguel Morazán (San Juan de Flores, 17 de mayo de 1897 - Tegucigalpa, 5 de noviembre de 1946) fue un profesor y escritor hondureño.

## Biografía
Nació en San Juan de Flores en el año 1897 y falleció en el año 1946 en la capital de Honduras, Tegucigalpa. Hizo su primaria y secundaria en la Escuela Pública de San Juan de Flores. Luego en su juventud estudio en la Universidad Nacional Autónoma de Honduras de Tegucigalpa. 
Luego vivió por unos años en Guatemala, donde realizó varias obras y letras de canciones y fue director de la Escuela Normal Central para Varones; entre sus alumnos destacados en Guatemala, se encontraba el que fuera presidente de dicho país, Juan José Arévalo  y el futuro presidente hondureño Ramón Ernesto Cruz Uclés.
Una de sus principales obras fueron el Himno al Maestro, el cual realizó junto a Ignacio V. Galeano. También fue reconocido por redactar la biografía y etopeya de Francisco Morazán.

## Obras

### Literatura
- Elementos de Pedagogía General de Guatemala, Guatemala (1923)
- Economía, higiene y legislación escolar, Guatemala (1923)
- Biografía y etopeya de Francisco Morazán, Honduras (1942)
- La Escuela del Porvenir, Honduras (1930)

### Himnos
- Himno al Maestro, Honduras.